# Gene Tierney
Gene Eliza Tierney (Nova Iorque, 19 de novembro de 1920 — Houston, 6 de novembro de 1991) foi uma atriz estadunidense de teatro e cinema.

## Vida pessoal
Nascida em uma família de posses, estudou nas melhores escolas da costa leste dos Estados Unidos e da Suíça. Foi casada com o estilista francês Oleg Cassini, com quem teve duas filhas. Em 1957 foi hospitalizada em razão de depressão, originada pelo fracasso de seu casamento com Cassini e ao fato de sua filha mais velha ter nascido com necessidades especiais, por ter contraído rubéola nos primeiro tempos da gravidez.
Gene Tierney morreu em consequência de enfisema, duas semanas antes de completar 71 anos de idade. Gene Tierney tinha duas filhas: Antoinette Daria Cassini (1943-2010) e Christina Cassini (1948-2015). Foi sepultada no Cemitério de Glenwood, Houston, Texas no Estados Unidos.

## Carreira artística
Iniciou a carreira artística no teatro, em 1938. Seu primeiro filme foi The Return of Frank James, em 1940. Outros filmes importantes de sua carreira foram Tobacco Road (1941), dirigido por John Ford; Sundown (1941), de Henry Hathaway; The Shanghai Gesture (1941), de Josef von Sternberg; Heaven Can Wait (1943), de Ernst Lubitsch; Laura (1944), de Otto Preminger; Leave Her to Heaven (1945), de John M. Stahl; The Razor's Edge (1946), com Tyrone Power e Anne Baxter; The Ghost and Mrs. Muir (1947), de Joseph L. Mankiewicz; Whirlpool (1949), de Otto Preminger; Night and the City (1950), de Jules Dassin; On the Riviera (1951), de Walter Lang; Plymouth Adventure (1952), com Spencer Tracy; Never Let Me Go (1953), com Clark Gable; The Left Hand of God (1955), de Edward Dmytryk; Advise & Consent (1962), com Henry Fonda; Toys in the Attic (1963), de George Roy Hill.
Sua última participação na indústria cinematográfica foi na minissérie televisiva Scruples, em 1980.

## Prêmios e homenagens
Em 1946 foi indicada ao prêmio Oscar da Academia de Artes e Ciências Cinematográficas na categoria de melhor atriz pela atuação em Leave Her to Heaven, de 1945. Tem uma estrela na Calçada da Fama, em 6125 Hollywood Blvd.

## Filmografia
| Ano  | Filme                                                              | Papel                              | Diretor              | Outros atores                            | Observações                                 |
| ---- | ------------------------------------------------------------------ | ---------------------------------- | -------------------- | ---------------------------------------- | ------------------------------------------- |
| 1940 | The Return of Frank James                                          | Eleanor Stone                      | Fritz Lang           | Henry Fonda                              | Technicolor                                 |
| 1940 | Hudson's Bay                                                       | Barbra Hall                        | Irving Pichel        | Paul Muni Vincent Price                  |                                             |
| 1941 | Tobacco Road                                                       | Ellie Mae Lester                   | John Ford            | Charles Grapewin Dana Andrews            |                                             |
| 1941 | Belle Starr                                                        | Belle Starr                        | Irving Cummings      | Randolph Scott Dana Andrews              | Technicolor                                 |
| 1941 | Sundown                                                            | Zia                                | Henry Hathaway       | Bruce Cabot                              |                                             |
| 1941 | The Shanghai Gesture                                               | Victoria Charteris aka Poppy Smith | Josef von Sternberg  | Walter Huston                            |                                             |
| 1942 | Son of Fury: The Story of Benjamin Blake                           | Eve                                | John Cromwell        | Tyrone Power                             | Tom sépia (sequences)                       |
| 1942 | Rings on Her Fingers                                               | Susan Miller aka Linda Worthington | Rouben Mamoulian     | Henry Fonda                              |                                             |
| 1942 | Thunder Birds                                                      | Kay Saunders                       | William A. Wellman   | Preston Foster John Sutton               | Technicolor                                 |
| 1942 | China Girl                                                         | Miss Young                         | Henry Hathaway       | George Montgomery                        |                                             |
| 1943 | Heaven Can Wait                                                    | Martha Strabel Van Cleve           | Ernst Lubitsch       | Don Ameche                               | Technicolor                                 |
| 1944 | Laura                                                              | Laura Hunt                         | Otto Preminger       | Dana Andrews Clifton Webb Vincent Price  |                                             |
| 1945 | A Bell for Adano                                                   | Tina Tomasino                      | Henry King           | John Hodiak                              |                                             |
| 1945 | Leave Her to Heaven                                                | Ellen Brent Harland                | John M. Stahl        | Cornel Wilde Jeanne Crain Vincent Price  | Nomeada - Oscar de Melhor Atriz Technicolor |
| 1946 | Dragonwyck                                                         | Miranda Wells Van Ryn              | Joseph L. Mankiewicz | Walter Huston Vincent Price              |                                             |
| 1946 | The Razor's Edge                                                   | Isabel Bradley Maturin             | Edmund Goulding      | Tyrone Power Anne Baxter John Payne      |                                             |
| 1947 | The Ghost and Mrs. Muir                                            | Lucy Muir                          | Joseph L. Mankiewicz | Rex Harrison George Sanders Edna Best    |                                             |
| 1948 | The Iron Curtain                                                   | Anne Gouzenko                      | William A. Wellman   | Dana Andrews                             |                                             |
| 1948 | That Wonderful Urge                                                | Sara Farley                        | Robert B. Sinclair   | Tyrone Power                             |                                             |
| 1949 | Whirlpool                                                          | Ann Sutton                         | Otto Preminger       | Richard Conte José Ferrer                |                                             |
| 1950 | Night and the City                                                 | Mary Bristol                       | Jules Dassin         | Richard Widmark                          |                                             |
| 1950 | Where the Sidewalk Ends                                            | Morgan Taylor (Paine)              | Otto Preminger       | Dana Andrews                             |                                             |
| 1951 | The Mating Season                                                  | Maggie Carleton McNulty            | Mitchell Leisen      | John Lund Miriam Hopkins Thelma Ritter   |                                             |
| 1951 | On the Riviera                                                     | Lili Duran                         | Walter Lang          | Danny Kaye                               | Technicolor                                 |
| 1951 | The Secret of Convict Lake                                         | Marcia Stoddard                    | Michael Gordon       | Glenn Ford                               |                                             |
| 1951 | Close to My Heart                                                  | Midge Seridan                      | William Keighley     | Ray Milland                              |                                             |
| 1952 | Way of a Gaucho                                                    | Teresa                             | Jacques Tourneur     | Rory Calhoun                             | Technicolor                                 |
| 1952 | Plymouth Adventure                                                 | Dorothy Bradford                   | Clarence Brown       | Spencer Tracy Van Johnson Leo Genn       | Technicolor                                 |
| 1953 | Never Let Me Go                                                    | Marya Lamarkina                    | Delmer Daves         | Clark Gable                              |                                             |
| 1953 | Personal Affair                                                    | Kay Barlow                         | Anth                 |                                          |                                             |
| 1954 | Black Widow                                                        | Iris Denver                        | Nunnally Johnson     | Ginger Rogers                            | CinemaScope Deluxe color                    |
| 1954 | The Egyptian                                                       | Baketamon                          | Michael Curtiz       | Jean Simmons Victor Mature Edmund Purdom | CinemaScope Deluxe color                    |
| 1955 | The Left Hand of God                                               | Anne Scott                         | Edward Dmytryk       | Humphrey Bogart                          | CinemaScope Deluxe color                    |
| 1962 | Advise and Consent                                                 | Dolly Harrison                     | Otto Preminger       | Henry Fonda Walter Pidgeon Franchot Tone | Panavision                                  |
| 1963 | Toys in the Attic                                                  | Albertine Prine                    | George Roy Hill      | Dean Martin                              |                                             |
| 1963 | Las cuatro noches de la luna llena ou Four Nights of the Full Moon |                                    | Sobey Martin         | Dan Dailey                               |                                             |
| 1964 | The Pleasure Seekers                                               | Jane Barton                        | Jean Negulesco       | Ann-Margret                              | CinemaScope Deluxe color                    |

## Broadway
| Ano  | Título                  | Gênero                      | Papel                  | Puesta en escena |
| ---- | ----------------------- | --------------------------- | ---------------------- | ---------------- |
| 1938 | What A Life!            | Original Play, Comedy       | Walk on, Water carrier | George Abbott    |
| 1938 | The Primrose Path       | Original Play, Drama/Comedy | Understudy             | George Abbott    |
| 1939 | Mrs O' Brian Entertains | Original Play, Comedy       | Molly O' Day           | George Abbott    |
| 1939 | Ring Two                | Original Play, Comedy       | Peggy Carr             | George Abbott    |
| 1940 | The Male Animal         | Original Play, Comedy       | Patricia Stanley       | Herman Shumlin   |

## Televisão
| Ano  | Título                                  | Papel              | Outros intérpretes                           |                                                |
| ---- | --------------------------------------- | ------------------ | -------------------------------------------- | ---------------------------------------------- |
| 1947 | Sir Charles Mendl Show                  | Ela mesma          | Apresentador: Sir Charles Mendl              |                                                |
| 1953 | Toast of the Town                       | Ela mesma          | Apresentador: Ed Sullivan                    | Episódio #6.33                                 |
| 1954 | The 26th Annual Academy Awards          | Ela mesma          | Apresentador: Donald O'Conner, Fredric March | Apresentadora: Costume Design Awards           |
| 1957 | What's My Line?                         | Ela mesma          | Apresentador: John Charles Daly              | Episódio: 25 Agosto, Convidada Mistério        |
| 1960 | General Electric Theater                | Ellen Galloway     | Apresentador: Ronald Reagan                  | Episódio: "Journey to a Wedding"               |
| 1969 | The F.B.I                               | Faye Simpson       | Efrem Zimbalist, Jr.                         | Episódio: "Conspiracy of Silence"              |
| 1969 | Daughter of the Mind                    | Lenore Constable   | Ray Milland                                  | (Filme para TV)                                |
| 1974 | The Merv Griffin Show                   | Ela mesma          | Apresentador: Merv Griffin                   |                                                |
| 1979 | The Merv Griffin Show                   | Ela mesma          | Apresentador: Merv Griffin                   |                                                |
| 1980 | The Tonight Show Starring Johnny Carson | Ela mesma          | Apresentador: Johnny Carson                  |                                                |
| 1980 | The Mike Douglas Show                   | Ela mesma          | Apresentador: Mike Douglas                   |                                                |
| 1980 | Dinah!                                  | Ela mesma          | Apresentadora: Dinah Shore                   |                                                |
| 1980 | Scruples                                | Harriet Toppington | Lindsay Wagner                               | (TV Mini-series)                               |
| 1999 | Biography                               | Ela mesma          | Apresentador: Peter Graves                   | "Gene Tierney: A Shattered Portrait", 26 Março |